# Perle-du-Lac
Il parco della Perle du Lac è un giardino pubblico situato a Ginevra, in Svizzera.

## Posizione
Fa parte di una serie di parchi contigui: Parc Mon Repos, Parc Moynier, Parc Barton, e Parc William Rappard, sulla riva destra del Lago di Ginevra.

## Storia
Il parco deve il suo nome alla moglie di Hans Wilsdorf, fondatore della società Rolex, che visitandolo avrebbe esclamato: "Ceci est la perle du lac!".

## Contenuto del parco
Il parco possiede un grande prato fiorito, chiamato comunemente «jardin de la perle». Una palazzina di stile fiorentino costruita nel 1829 accoglie il Musée d'histoire des sciences de Genève. Nel parco si trova anche un ristorante di proprietà del Comune, dove si possono assaporare i piatti tipici dell'alta cucina francese.